# فیلیپ کوستیچ
فیلیپ کوستیچ (انگلیسی: Filip Kostić؛ زادهٔ ۱ نوامبر ۱۹۹۲) بازیکن فوتبال اهل صربستان است که برای باشگاه یوونتوس بازی می‌کند.
کاستیچ در سال ۲۰۲۲ با اینتراخت فرانکفورت، قهرمان لیگ اروپا شد و از ارکان اصلی قهرمانی این تیم بود.
از باشگاه‌هایی که در آن بازی کرده‌است می‌توان به خرونینگن، اشتوتگارت، هامبورگ و  آینتراخت فرانکفورت اشاره کرد.
وی همچنین در تیم ملی فوتبال صربستان بازی کرده‌است.